# Georg Christoph Grosheim
Georg Christoph Grosheim (* 1. Juli 1764 in Kassel; † 18. November 1841 ebenda) war ein deutscher Dirigent, Bratscher, Komponist und Musikschriftsteller.

## Leben
Grosheim war der Sohn von Georg Heinrich Grosheim, einem Musiker im Orchester von Landgraf Friedrich II. von Hessen-Kassel (1720–1785). 1782 wurde er Bratschist in der Kasseler Hofkapelle und erhielt eine Stelle als Musiklehrer am Lehrerseminar des Lyceum Fridericianum. Ab 1800 wirkte er kurzzeitig als Musikdirektor am Kasseler Theater, das 1802 wieder geschlossen wurde. 
1819 erhielt er die Ehrendoktorwürde der Universität Wittenberg.
Grosheim war daneben Mitarbeiter verschiedener Musikzeitschriften, darunter der Caecilia.

## Schriften (Auswahl)

### Bücher
- Ueber den Verfall der Tonkunst, Göttingen 1805 (Digitalisat)
- Ueber Glückseeligkeit und Ehre. Ein Gedicht von J. G. Seume. Mit einer Vorrede von G. C. Grosheim, Kassel: Witwe Aubel 1816
- Das Leben der Künstlerin Mara, Kassel: Luckhardt 1823 (Digitalisat)
- Ueber Pflege und Anwendung der Stimme, Mainz: Schott 1830 (Digitalisat)
- Chronologisches Verzeichniß vorzüglicher Beförderer und Meister der Tonkunst, 1831
- Fragmente aus der Geschichte der Musik, Mainz: Schott 1832 (Digitalisat)
- Versuch einer ästhetischen Darstellung mehrerer Werke dramatischer Tonmeister älterer und neuerer Zeit, Mainz: Schott 1834 (Digitalisat)
- Selbstbiographie, in: Beiträge zur Geschichte der Musik in Kurhessen, besonders am Lehrerseminar Cassel-Homburg, hrsg. von Georg Heinrichs, Band 4, Kassel 1925

### Aufsätze
- Beethoven, große Symphonie mit Schlusschor an die Freude, in: Caecilia, Jg. 8 (1828), S. 256–260 (Digitalisat)

## Kompositionen (Auswahl)
- Titania, Oper, um 1802
- Das heilige Kleeblatt, Oper, um 1802
- Sammlung teutscher Gedichte, zehn Lieder nach Texten von Ernst von der Malsburg op. 4, Mainz: Schott 1818, „dem Herrn Kapellmeister Ludwig van Beethoven zugeeignet“